# Dryotribus
Dryotribus é um género de escaravelho da família Curculionidae.
Este género contém as seguintes espécies:
- Dryotribus mimeticus
- Dryotribus solitarius
- Dryotribus wilderi